# Niendorf Markt
Niendorf Markt – stacja metra hamburskiego na linii U2. Stacja została otwarta 2 czerwca 1985. Znajduje się w dzielnicy Niendorf.

## Położenie
Stacja metra znajduje się pod handlową ulicą Tibarg, która została przebudowana wraz z budową stacji na deptak. Stacja posiada jeden peron wyspowy, na który można się dostać bezpośrednio z antresoli z kioskami i automatami biletowymi. Schody oraz winda zapewniają bezpośredni dostęp z poziomu peronu na poziom ulicy.